# Garry Sweeney
Garry Sweeney (* 28. November 1973 in Glasgow) ist ein schottischer Schauspieler. Er ist vor allem bekannt durch die Filme The Acid House und A Lonely Place to Die – Todesfalle Highlands.

## Leben
Sweeney begann seine Schauspielkarriere 1995 in dem Thriller Die Hölle nebenan. Weitere Rollen folgten kurze Zeit später, wie in Small Faces (1996) und Bumping the Odds (1997). Seine erste größere Rolle hatte er 1998 im Film The Acid House, wo er die Rolle des Kev spielte. Bald darauf agierte Garry in Coming Soon, Late Night Shopping, Electric Blues und Man to Man. Zuletzt spielte Sweeney 2011 die Hauptrolle des Bergsteigers Alex im Thriller A Lonely Place to Die – Todesfalle Highlands.

## Filmografie
- 1995: Die Hölle nebenan
- 1996: Small Faces
- 1997: Bumping the Odds
- 1998: The Acid House
- 1998: Liverpool 1
- 1999: Coming Soon
- 2001: Late Night Shopping
- 2004: Maria Stuart – Blut, Terror und Verrat
- 2004: Electric Blues
- 2005: Man to Man
- 1998–2007: Taggart
- 2007: Rebus
- 2009: Crying with Laughter
- 2011: A Lonely Place to Die – Todesfalle Highlands (A Lonely Place to Die)
- 2012: River City (Fernsehserie)